# Gasare (vattendrag i Burundi, Muyinga)
Gasare är ett vattendrag i Burundi.   Det ligger i provinsen Muyinga, i den nordöstra delen av landet, 110 kilometer öster om huvudstaden Bujumbura.
Omgivningarna runt Gasare är en mosaik av jordbruksmark och naturlig växtlighet. Runt Gasare är det ganska tätbefolkat, med 179 invånare per kvadratkilometer.